# 鉄甲機ミカヅキ
『鉄甲機ミカヅキ』（てっこうきミカヅキ）は、2000年10月23日から2001年3月24日までフジテレビ系で全6話が放送された、メディアファクトリー製作の特撮番組。

## 内容
基本的に月1回の放送で、地域によって放送日や放送時間が異なっていた。制作費は10億円で、テレビ作品としては破格の巨費が投入された。
『序夜』は当初映画作品として企画され、総勢500名以上のスタッフが参加し1年かけて製作された。
DVDでは5.1chサラウンドで音響設計がなされており、監督の雨宮慶太はこれを「音の特撮」と称している。また画面アスペクト比はテレビ放送ではスタンダードサイズであったが、撮影ではビスタサイズを想定して製作されており、雨宮はビスタサイズで収録されたDVD版が演出の意図した構図であると述べている。

## 登場人物
岩動 風雄（）
主人公。小学4年生。10歳。内向的な性格でクラスメイトからいじめを受けているが、ミカヅキと出会いAITのメンバーとなり、心身ともに逞しく成長していく。言霊の力をもってミカヅキを操る。
火野アカネ（）
女子高生にして「あけぼの重工」3代目社長。16歳。月光機の操縦者。活発で男勝りな性格。
二宮 ユキ（）
アカネの同級生にして彼女の親友。シンゲツの操縦者としてAITに所属する。実はザメに憑依されていたが、アカネたちの活躍により無事救出される。
岩動 哲朗（）
風雄の父。元Z-ONEの中心メンバー。天才的な考古学者で、ウテルスを発見するが行方不明となる。
実はウテルスに取りこまれ、そのままアストラル体として、アストラル界で生きていた。最終回で風雄との再会を果たすが、「本当に会いたいと思うなら、自分の力で会いに来い!」と息子に発破をかけた。
岩動 朋子（）
風雄の母。34歳。元Z-ONEメンバーで研究所で暮らしていた。ミカヅキを見つけた日に風雄を出産。出産後はZ-ONEを退団し、ウテルスを探しに出た哲朗の帰りを幼い風雄とともに待ち続けていた。哲朗が行方不明となり、たった一人の大切な家族である風雄のAIT加入を初めは反対していたが、最終的には風雄を温かく送り出す。
麻田ナナ（）
風雄の同級生。風雄と交換日記をしている。いつもいじめられている風雄のことを不憫に思っているが、言い出せずにいる。母子家庭で育っている。
遊佐 亘（）
元Z-ONEメンバーで、日下有希子の婚約者。哲朗たちとウテルスを発見した日に、トルパに心身を乗っ取られて死亡。身体はそのままトルパのものとなった。
その後、ザメに倒された。
ルナ・ティカル
アストラル界の妖精。

### AIT
Annihilate Idea-monste Tacklersの略、読みは「エイト」。イドム殲滅のために組織された。正式発足前は、所在地から「幕張」というコードネームで活動していた。
日下 有希子（）
AIT 統括官。元Z-ONEメンバー。Z-ONE時代、哲朗たちとウテルスを発見するも直後に起きた事故により婚約者の亘を失くし自身も脚を負傷。その為歩行には杖を使っている。
土肥原 邦夫（）
作戦室室長。3等抑佐。パーソナルカラーは黄色。酒飲みで、勤務中でも酒を飲むことがある。嘘をつくとき関西弁になる。離婚歴があり、作家をしている元妻の高島勢津子に強い未練がある。非常に女好きでスケベだが、人情味溢れる性格。
木場 勇（）
機動班隊長。抑曹長。パーソナルカラーは赤。真面目な性格で複数のサブイドムを一人で撃退するほど戦闘能力も高い。青汁が好きで勤務中にも飲んでいる他、土肥原曰くスティックタイプのものを常に持ち歩いている。
金城 正人（）
機動班隊員。2等抑曹。パーソナルカラーは青。怪獣オタクで、学生時代は「怪獣研究会」に入っていた。「怪獣研究会」はイドムびいきで、ミカヅキを敵扱いしている。月光機については「やられっぷりが良い」と評価されている。アカネに気がある素振りを見せる。
和泉 沙織（）
通信課課長。准抑尉。パーソナルカラーは紫。女性隊員ながら、月影とも互角に渡り合える実力を持つ。後述する過去の出来事の後悔から、ナナと喧嘩した風雄に仲直りのきっかけをつくる。

### ガイラの国
トルパ
ガイラの国の王。封印されていたが遊佐に憑依して復活した。ユカ王朝復活を目論む。
月影
トルパの従者。複数の武器と、高い身体・格闘能力を持つ。
神官ザメ
ガイラの国の神官。かつてトルパの部下だったがトルパに反逆する。二宮ユキに憑依している。

### ゲスト
壬生 海我（）
第二夜に登場。沙織の幼馴染で、女性ばかりを狙った連続殺人犯。
沙織とのふとした行き違いから裏切られたことをきっかけに、女性への憎悪を爆発させ、復讐のために女性を殺し続けていた。
護送される途上でトラウマを思い起こされて暴れ狂ったところ、トルパにその復讐心を見出され、彼の力によって転移したことで護送車から脱走。
ドアイドムを生み出し、荒廃した2人の秘密の場所で沙織と再会する。お互いに正体を知らぬまま当時の出来事を含め、思いをぶつけ合う。沙織のこと(ひいては女性そのもの)を憎んではいたが、沙織との思い出を断ち切られておらず、「秘密の場所に沙織が来て海我が居なかったらガニメデ像の壷に赤いビー玉を入れていく」という2人で交わした約束を覚えており、やり取りの中で彼女が沙織だと気付く様子を見せる。
直後に、風雄を狙って乱入してきたトルパの従者・ツキカゲが逸らした攻撃がガニメデ像に当たったことによって、その真実(沙織が海我に謝りたい一心で、秘密の場所に毎日訪れてビー玉を入れ続けていた事)を思い知らされて呆然とするも、ツキカゲの攻撃から咄嗟に沙織を庇い致命傷を負う（ツキカゲは沙織に発砲されたことで一時的に行動を停止。その後沙織と戦闘になり同時に風雄も狙うが、ミカヅキの登場により撤退した）。
最期は赤いビー玉を沙織に一つ手渡して優しく微笑みかけるも、そのまま彼女に看取られながら力尽き、不運に満ちた人生を終える。
ドアイドムは海我の死後、ミカヅキに倒された。

## 登場ロボット
ミカヅキ零（）
全身がソムニウムという物質で構成された黒き巨人。厳密にはロボットではなくただの巨像であり、なぜ動くのかは謎に包まれている。風雄の言霊によって動き、風雄の命令を全力で実行する。特別な武器はないが、全身を構成するソムニウム自体にイドムの構成物質を中和する作用があるため、パンチやキックなど敵に直接触れる攻撃を行う。ミカヅキ自体のパワーも凄まじく、パンチ一発でビルを砕き、重量数万トンのイドムを軽々と投げ飛ばす。胸の真ん中に三日月の紋章がついている。
空間転移能力により、風雄の生命の危機には即座に現れる。激昂したアカネが風雄を叩いたときは、アカネを踏みつぶそうとするなど、風雄のことは全力で守る。自己修復能力も備え、シンゲツビースト戦で失った右腕を戦闘後に再構成している。
ミカヅキ凱（）
第三夜で、風雄の「飛べ、ミカヅキ!!」の言葉に応えて発現したミカヅキの第二形態。体色が銀色に変化し全体的にスマートになった他、背中にロケット（漫画版では天使のような羽）のようなものが出現し、飛行能力を得た。従来の拳や蹴りの他に、手刀を振るうことでエネルギーの刃を出す攻撃も行った。

シンゲツ
ミカヅキと対になる巨人。初登場時はミカヅキ零の姿で現れ、殻を破るように中から出てきた。一時はミカヅキ同様AITの管理下に置かれるが、やがて本来の使命を果たすべく動き出す。
胎曲天
シンゲツがミカヅキを取り込み、融合した姿。「ミカヅキ・シンゲツ融合体」とも呼ばれる。現世をリセットすべく、地上に向けて、無数の落雷を放つ。AIT本部をも容易く壊滅させたが、イエイドムから飛び出した風雄がミカヅキの制御を取り戻したことで分離。シンゲツビーストへと変形した。
シンゲツビースト
最終決戦の際、ミカヅキと分離させられ異形化したシンゲツ。その名の通り生物的でグロテスクな外見。胎曲天と同じく電撃を放つ他、自らの周囲に回転刃を展開することが可能。ミカヅキと全月光機の集中攻撃すら寄せ付けず、ミカヅキの右腕をもぎ取るが、風雄やアカネ、AIT隊員たちの言霊によって作られた言霊の剣に刺し貫かれ、消滅した。

月光機（）
あけぼの重工製作の有人ロボット兵器シリーズの名称。ブリキのロボットの玩具のような外見をしている。基本的にやられ役だったが、シンゲツビーストとの最終決戦ではミカヅキと共に奮闘した。
漫画版では丸いデザインのロボットで、いわゆるリアルロボット的な外見になっている。

初号
緑色の外装。動力はディーゼルエンジン。30mm機関砲2門、105mm砲1門、ソムニウムミサイル4発を搭載。胸部中央に掘削作業用クレーンが収納されている。コックピットは離脱式。トレーラー形態への変形が可能。スイカイドムと二度交戦するも、二度とも敗れる。対スイカイドム戦敗退後、装甲板の一部をリサイクルして“月光鍋”が製造販売された。

弐号
ピンク色の外装。30mm機関砲2門、ソムニウムビーム砲2門、105mm砲1門を搭載。全身に高圧電流を流すことができる。多機能だった初号から、設計を単純化し戦闘用に特化させた大型機。ドアイドムの扉に飲み込まれかけ、ミカヅキに助けられた。

参号
黄色の外装と二足歩行が特徴。30mm機関砲1門、ソムニウムビーム砲4門、ソムニウムミサイル1門、ピンポイント・バリアーを装備。二足歩行の弱点である安定性の低さをカバーするため、機体背部に大型アーム状の転倒防止装置を装備している。フウリンイドムに敗れるも、今までとは違い機体損傷自体は小破で済んでおり戦闘後も普通に稼働していた。

四号
赤い外装と卵型のボディが特徴。ソムニウム砲2門、ソムニウムシャワー1門を装備。ソムニウム兵器に特化した武装を補うため、背部に大容量ソムニウムタンク2器を装備している。参号の2倍の機動力、攻撃力を誇る。従来機に比べると桁違いの性能を持ち、イドムギリークの頭部を一撃で完全に吹き飛ばしたが、すぐに再生され腕で貫かれて沈黙した。

五号
金色の外装とこれまでの月光機にはない軽快な動作と飛行能力が特徴。ソムニウムバルカン2門を装備。背部に折りたたみ式の翼を持ち、VTOL 能力を有する。

## AITの装備
タクティカル・スーツ
対イドム用特殊戦闘防護服。AITジャイロのパイロットスーツとしても機能する。
AITジャイロ
AITの一人乗り戦闘機。
ライノスネイル
98式高機動多目的装甲車。
ウルティマ砲
AIT本部に装備された対イドム用兵器。

## 用語
アストラル界
この世に隣接する非物質世界。精神のみが存在する世界。
ガイラの国
太古に存在した謎の王国。思念を物質化することで繁栄を誇ったが、ウテルスを濫用した王トルパにより滅んだ。
ウテルス
人の思念を実体化する存在。
言霊（）
想念の実
人間に宿すことで、その宿主が持つトラウマや思い出などの中から最も強いものを増幅・具現化させるアイテム。トルパが下述のイドムを生み出すために用いた。
ソムニウム
人の思念に反応する物質。
Z-ONE（）
古代文明の研究機関。エイトの前身となる。
イドム
Idea-Monster（イデア・モンスター）の略。人間に植え付けられた想念の実が熟し、弾けると誕生する。宿主となった人間のトラウマや思い出に影響されて形態や能力が変化する。

## キャスト
参照公式ビジュアルブック 2000, pp. 62–63、公式ビジュアルブック2 2001, pp. 76–77、宇宙船YB 2001, pp. 20–21
- 岩動風雄 - 高柳勇太
- 木場勇 - 高知東生
- 土肥原邦夫 - 螢雪次朗
- 火野アカネ - 奈良沙緒理
- 日下有希子 - 白島靖代
- 二宮ユキ - 原史奈
- 金城正人 - 岡田秀樹
- 和泉沙織 - 松丘小椰
- ルナ・ティカル - 吉野紗香
- 遊佐亘 / トルパ - 小家山晃
- ザメ - A・W杏子
- 広瀬晋平 - 赤星昇一郎
- 花山千吉 - 楠見尚己
- 防衛庁幕僚 - 大谷朗
- 麻田ナナ - 野口由佳
- 岩動風雄（5歳時） - 神木隆之介
- AIT隊員金子 - 金子昇
- AIT隊員藤本 - 藤本学
- OP・MAI - 八木田麻衣
- OP・YOU - 黒沢ゆう子
- OP・HIRO - 戸田比呂子
- 岩動朋子 - 高岡早紀
- 岩動哲朗 - 杉本哲太
- オープニングナレーション - 玄田哲章

### スーツアクター
- ミカヅキ零、タクティカル・スーツ（木場）、スパルタクスTC - 吉田瑞穂
- ミカヅキ凱、タクティカル・スーツ（和泉） - 大橋明
- シンゲツ - 福沢博文
- タクティカル・スーツ（土肥原） - 森崎えいじ
- タクティカル・スーツ（金城） - 秋山智彦
- タクティカル・スーツ（金城） - 林潔
- タクティカル・スーツ（パイロット）、月光機4号 - 佐々木俊宜
- 月影 - 渡辺智隆
- スイカイドム - 枡田充則
- ドアノイドβ - 三住敦洋
- フウリンノイド - 高槻祐士
- ギリーク - 柄沢功

### ゲスト
- 竹中直人（1、友情出演）
- 伊集院光（1、友情出演）
- 斎藤陽子（1、友情出演）
- 桜金造（1、友情出演）
- 篠井英介（1）
- 諏訪太郎（1）
- 壬生海我 - 笠原紳司（2）
- 火野蟹江 - 角替和枝（3）
- 高島勢津子 - 田中広子（3）
- 春日稔 - 益子和浩（4）
- ラブロック教授 - ミッキー・カーチス（5）
- 秘書 - 山崎あやか（5）
- 麗華 - MIKI（5、6）

## スタッフ
- 原作、監督：雨宮慶太
- 脚本：雨宮慶太（序夜）、井上敏樹
- 構成協力：猪爪慎一
- 音楽：七瀬光
- 撮影：木所寛、富田伸二
- 照明：保坂芳美、瀬尾伸幸
- 美術：沖山真保、澤治和範
- 特撮美術：萩原昌、三池敏夫、寺井雄二
- 造形：高橋雅人
- 特殊メイク：中田彰輝
- 助監督：鈴木幹、竹本昇
- アクションコーディネーター：阿部光男
- 操演：亀甲船（上田健一、根岸泉）
- CGスーパーバイザー：石井教雄（序夜）、藤下忠男
- CGI：古賀信明
- VFX・CG：日本エフェクトセンター、スペシャルエフエックス スタジオ、ジャストシステムデジタルスタジオ、オムニバス・ジャパン
- 技術協力：ソニーPCL
- ポスプロ：ザ・チューブ
- スタジオ：東宝ビルト
- 車両協力：富士重工業
- プロデュース：赤松智（メディアファクトリー）、小椋悟（小椋事務所）
- 製作総指揮：香山哲（メディアファクトリー）
- 制作プロダクション：小椋事務所
- 製作：フジテレビ、メディアファクトリー

## 放送リスト
| 話数 | 放送日 （フジテレビ） | 放送時間 （フジテレビ、JST） | サブタイトル                     | 登場キャラクター             |
| ---- | --------------------- | ---------------------------- | -------------------------------- | ---------------------------- |
| 1    | 2000年 10月22日       | 日曜16:00 - 17:25            | 序夜…謎の巨人 ミカヅキ出現       | スイカイドム                 |
| 2    | 11月25日              | 日曜13:00 - 14:00            | 第二夜…開かない扉                | ドアイドム                   |
| 3    | 12月23日              | 土曜13:00 - 14:00            | 第三夜…飛べミカヅキ 零から凱へ   | フウリンイドム               |
| 4    | 2001年 1月27日        | 土曜13:00 - 14:00            | 第四夜…新たなる巨人 シンゲツ起動 | イドムギリーク               |
| 5    | 2月24日               | 土曜13:00 - 14:00            | 第五夜…激闘 ミカヅキVSシンゲツ   | スパルタクスTC               |
| 6    | 3月24日               | 土曜13:00 - 14:00            | 第六夜…ミカヅキよ永遠に          | イエイドム、シンゲツビースト |

## 主題歌
オープニング曲「Crescent Moon」
作詞・歌 - Don Dokken（Dokken） / 作曲：Hatake（シャ乱Q）
エンディング曲「LOST MEMORIES」
作詞・作曲 - 岩川浩二 / 歌 - 原史奈

## 超空童子 ワンダーセブン
劇中で放送されているという設定の劇中劇。特撮番組。アカネはこの番組の大ファンで、番組を鑑賞している場面もある。本編ではほんの少ししか映らないが、実は丸々一話製作されており、DVDの特典で観ることができる。顔出しの俳優も声優によって吹き替えられているのが特徴である。

### 登場人物
星野 ジュン／超空童子 ワンダーセブン
ワンダー星の第七王子。地球人との交流がしたくて、地球へとやってきた。地球がピンチになると、ワンダーエナジーにより「超空童子 ワンダーセブン」に変身して戦う。
ワンダー星人は食事の時間を「無駄が多い」という理由で廃しており、活動エネルギーはワンダーエナジーの補給で補っている。ただし、経口食ができないわけではない。
七つのしもべ（ワンダースティック、ワンダーブラスター、ワンダージェット、ワンダーバード、ワンダービースト、ワンダースライム、ワンダーキング）を従えている。ただし、ワンダーキングはまだ復活しておらず、呼んでも来ない。しもべはキーボード状のバックルを押すと出てくる。
毎週変わる「ワンダー七つの誓い」を唱えながら戦う。誓いを言うときは、番号の付いた札を出しながら言う。
必殺技はワンダーファイヤー。しかし、この技は大量のワンダーエナジーを消耗し、しもべを呼び出したり、ワンダーセブンに変身したりすることができなくなってしまう。
マユミ
地球人の少女。ジュンと仲がよい。
ジュンいわく「見かけによらぬ大食漢」で、1つの会話の間にフライドチキン、おにぎり、サンドイッチ、バナナ、カップヌードル、カレーライスをすべて平らげている。ジュンがキルゴアに叫んだセリフから、ひそかに「意地汚いやつ」と思われているらしい。
ガリゴリン博士
地球制服を狙う悪の博士。アンモナイト型の棒を持ち、普段は秘密基地・ガリゴラボに潜んでいる。ワンダー星を追放された過去がある。
ケチョンパ
ガリゴリン博士の左肩に乗っている魔物。語尾に「～チョンパ!」と付けるのが口癖。
キルゴア
腹ペコ魔人。ガリゴリン博士の求めに応じて復活した。復活したてのときは、戦闘員まで食べてしまった。ワンダーエナジーが大好物で、ワンダーセブンも食べてしまい、ピンチに陥れた。過去には、ワンダー星のあるボルトロイト星雲を火の海にしたことがある。
ガリゴラー
戦闘員。長いスコップのような武器で戦う。
ワンダースティック
ワンダー七つのしもべの1つで、剣。意思を持ち、しゃべる。ワンダーセブンのことは「若」と呼んでいる。ジュンは「じいや」と呼んでいる。落ち着いた物腰。「空間跳躍の術」が使える。
ワンダーブラスター
ワンダー七つのしもべの1つで、光線銃。意思を持ち、しゃべる。ワンダーセブンのことは「兄ィ」と呼んでいる。威勢のいい性格。
ワンダーキング
ワンダー七つのしもべの1つで、巨大ロボット。大量のワンダーエナジーを持ち、最強の力を誇る。
体内には秘密基地・ワンダーベースを備えている。その中でジュンはワンダースリープに入り、ワンダーエナジーを補給することもできる。
キルゴアによってワンダー星が危機に瀕したときも、キルゴアがワンダーキングのワンダーエナジーを食べようとして腹を壊したところを突き、窮地を救った。

### グッズ展開
実際に発売されたわけではないが、グッズ展開を意図したCMが制作されている。
ワンダーセブンふりかけ
「七つの栄養、七つのおいしさ」がキャッチコピー。
ワンダーセブンペンダント
光る、計器が回る、蓋が開くという3つのギミックを備えている。鎖は別売り。

### キャスト（ワンダーセブン）
- ジュン - 斉藤拓実（少年スタア）
- マユミ - 中田あすみ
- キルゴア - 小林勇治
- ワンダーセブン - 大橋明
- ガリゴリン博士 - 舘正貴

声の出演
- ジュン / ワンダーセブン - 沼田祐介
- マユミ - 川上とも子
- ガリゴリン博士、ナレーション - 千葉繁
- キルゴア - 大友龍三郎
- ケチョンパ - 水田わさび
- ワンダースティック - 加藤精三
- ワンダーブラスター - 西村朋紘

## 漫画版
『コミックボンボン』誌上で津島直人によってコミカライズされた。全6話。テレビ版とは異なり、現代とは違う世界（もしくは未来）が舞台となる。主人公の少年アテカがミカヅキと共にイドムと戦うという内容。イドムではリンゴイドム、タケトンボイドム、王国イドムの三種類が登場した。この作品ではトルパの弟のバゴが実質の黒幕を務め、彼と王国イドムを倒し、前触れも無く現れたシンゲツに戦いを挑むところで完結している。
なお、漫画版連載当時の『コミックボンボン』の特集記事では、漫画版はテレビ版の遠い過去にあった戦いとされ、漫画版での戦い後、ミカヅキは眠りにつき、数万年から数千年後の現代に発掘され、風雄が乗り込み、再びイドムと戦うという年表が掲載された。
漫画版を担当した津島は後に「MIKAZUKI 鉄甲機ミカヅキ」というタイトルの同人誌版を制作している。

## 商品展開

### 映像ソフト
- 2001年4月18日から7月18日にかけて、発売メディアファクトリー・販売ポニーキャニオンにより全6巻のVHSが発売された[7]。
- 2001年7月7日に、発売メディアファクトリー・販売クロス・エンタテインメント・ディストリビューションにより全話収録のDVD-BOXが発売された[7]。
- 2010年2月5日にDVD-BOXがメディアファクトリーから発売された。

### 玩具
本放送時、ソフトビニール製のフィギュアがタカラから発売された。
DXリアルミカヅキシリーズ
大型のソフビフィギュア。全2種。
リアルミカヅキシリーズ
中型のソフビフィギュア。全6種。
コレクションミカヅキシリーズ
小型のソフビフィギュア。全10種。